# Lochmaben Parish Church

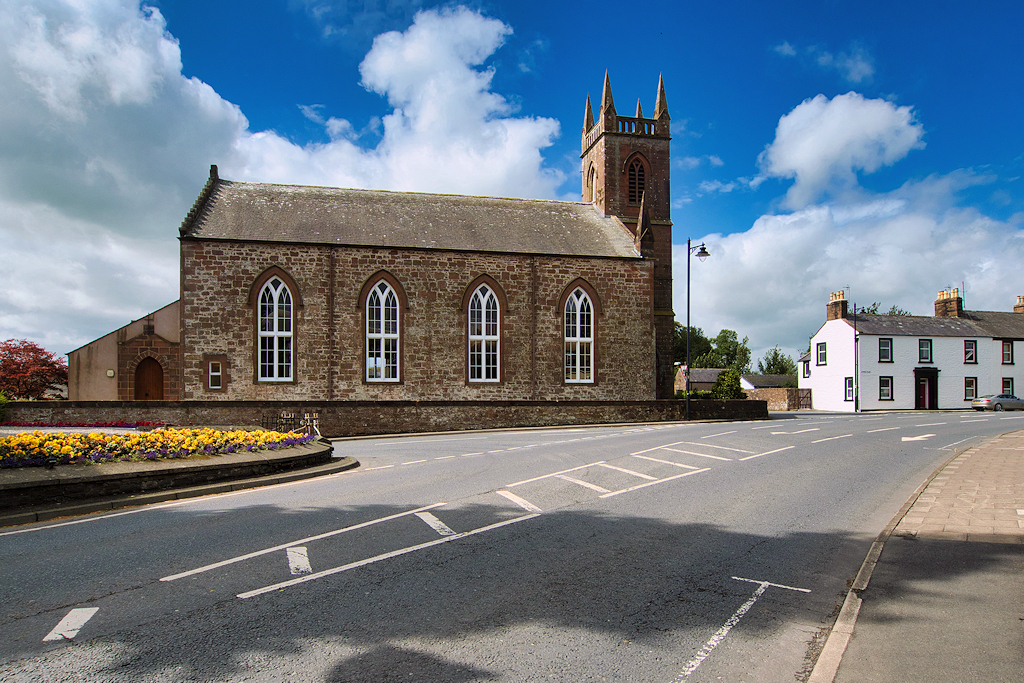
Lochmaben Parish Church

Die Lochmaben Parish Church ist ein Kirchengebäude der presbyterianischen Church of Scotland in der schottischen Ortschaft Lochmaben in der Council Area Dumfries and Galloway. 1971 wurde das Bauwerk in die schottischen Denkmallisten zunächst in der Kategorie B aufgenommen. Die Hochstufung in die höchste Denkmalkategorie A erfolgte 1988.

## Geschichte
Im 12. Jahrhundert besaß Lochmaben mit der Church of St Mary Magdalene eine Gemeindekirche. Das am Ufer des Kirk Loch befindliche Gebäude wurde vermutlich 1593 niedergebrannt. Noch bis in das frühe 19. Jahrhundert wurde die mittelalterliche Kirche instand gehalten und erweitert und schließlich 1818 abgebrochen. Der Bau der heutigen Kirche wurde im folgenden Jahr aufgenommen und 1820 abgeschlossen. Als Architekt zeichnet James Thomson verantwortlich, der einen Entwurf im Stile Walter Newalls einreichte.

## Beschreibung
Das Kirchengebäude steht am Südrand von Lochmaben an der Abzweigung der Annan Road von der High Street (A709). Dem länglichen, neogotisch ausgestalteten Gebäude ist an der Nordseite ein dreistöckiger Glockenturm vorgelagert. Im Gegensatz zu dem grob zu Quadern behauenen Bruchstein am Kirchenkörper wurden am Turm Steinquader zu einem Schichtenmauerwerk verbaut. An seinem Fuße befindet sich seitlich das Hauptportal, das wie sämtliche Gebäudeöffnungen mit Spitzbogen gearbeitet ist. Der Turm schließt mit schlichten Eckfialen. Identische Fialen zieren den Nordgiebel des Kirchengebäudes, während der Südgiebel als Staffelgiebel gestaltet ist. Das Gebäude ist vier Achsen weit und schließt mit einem schiefergedeckten Satteldach.